# Phyllomacromia pallidinervis
Phyllomacromia pallidinervis là một loài chuồn chuồn ngô thuộc họ Corduliidae. Nó được tìm thấy ở Ethiopia, Kenya, và Somalia. Các môi trường sống tự nhiên của chúng là vùng đất có cây bụi nhiệt đới hoặc cận nhiệt đới, vùng cây bụi ẩm khu vực nhiệt đới hoặc cận nhiệt đới, và sông. Nó bị đe dọa do mất môi trường sống.